# DHC Lyss
Der DHC Lyss ist ein Schweizer Frauen-Eishockeyverein aus der Stadt Lyss. Der Klub hat sich mit der Saison 1996/97 vom SC Lyss abgespalten.
Die 1984 gegründete Frauenabteilung des SC Lyss hatte in den 1990er Jahren dreimal die Schweizer Eishockeymeisterschaft gewonnen und war damit erfolgreicher als die Herrenabteilung. Nach dem dritten Erfolg im Jahr 1996 spalteten sich die Frauen ab und gründeten den DHC.
Der neue Klub wurde bereits 1997 mit Trainer Claudio Boschetti Schweizer Meister. In der Saison 1998/99 errang der Klub die Vizemeisterschaft und erreichte diese Platzierung in allen vier folgenden Jahren erneut. Durch den Weggang mehrerer Leistungsträgerinnen konnte dieser Rang seither nicht gehalten werden.
Präsident des Klubs ist Christian Wyss, Sportchef Pat Gilomen. Die Nationalspielerin und Teilnehmerin an den Olympischen Winterspielen 2006 Ramona Fuhrer spielte seit der Klubgründung in der Saison 1996/97 bis einschliesslich der Saison 2005/06 im Team des DHC. Weitere Olympiateilnehmerin 2006 aus dem Kader des DHC Lyss war Tina Schumacher. 2001 war die deutsche Eishockeyspielerin Maritta Becker im Team des DHC.
Nach der Saison 2005/06 wurden die LKA- und LKB-Mannschaften des Vereins vom Spielbetrieb abgemeldet, nur die LKC-Mannschaft blieb dem Verein erhalten. Diese verblieb bis zur Einführung der SWHL D in der dritten Spielklasse, stieg 2020 aus der viertklassigen SWHL D wieder in die SWHL C auf und schaffte 2023 den Aufstieg in die SWHL B.